# 44
Glej tudi: število 44
44 (XLIV) je bilo prestopno leto, ki se je po julijanskem koledarju začelo na sredo.

## Dogodki
- 1. januar

## Smrti
- Herod Agripa I., kralj Judeje (* 11 pr. n. št.)